# Turricula profundorum
Turricula profundorum is een slakkensoort uit de familie van de Clavatulidae. De wetenschappelijke naam van de soort is voor het eerst geldig gepubliceerd in 1896 door E. A. Smith.